# Aeolidiella takanosimensis
Aeolidiella takanosimensis är en snäckart som beskrevs av Baba 1930. Aeolidiella takanosimensis ingår i släktet Aeolidiella och familjen snigelkottar. Inga underarter finns listade i Catalogue of Life.